# Larix lyallii
Larix lyallii е вид растение от семейство Борови (Pinaceae).

## Разпространение
Видът е разпространен в Канада (Албърта и Британска Колумбия) и САЩ (Айдахо, Вашингтон и Монтана).